# Остапів Роман Богданович
Роман Богданович Остапів (11 червня 1976, с. Мишковичі, Тернопільська область — 9 січня 2023, м. Краматорськ, Донецька область) — український громадський діяч, військовослужбовець, старший солдат 24 ОМБр Збройних сил України, учасник російсько-української війни. Кавалер ордена «За мужність» III ступеня (2023, посмертно), почесний громадянин Тернопільської області (2024, посмертно) та міста Тернополя (2023, посмертно).

## Життєпис
Роман Остапів народився 11 червня 1976 року.
Працював заступником директора ПП «Агрофірма «Медобори».
Депутат Великогаївської сільської ради від партії «Європейської Солідарності».
На фронті — добровільно з весни  2022р. Загинув 9 січня 2023 року під час виконання чергового бойового завдання в м. Краматорську на Донеччині.
Похований 18 січня 2023 року на Алеї Героїв Микулинецького цвинтаря м. Тернополя.
Залишилися дружина, син і донька.

## Нагороди
- орден «За мужність» III ступеня (20 грудня 2023, посмертно) — за особисту мужність, виявлену у захисті державного суверенітету та територіальної цілісності України, самовіддане виконання військового обов'язку[1];
- почесний громадянин Тернопільської області (2024, посмертно)[2];
- почесний громадянин міста Тернополя (27 січня 2023, посмертно)[3].